# Gnosticismus

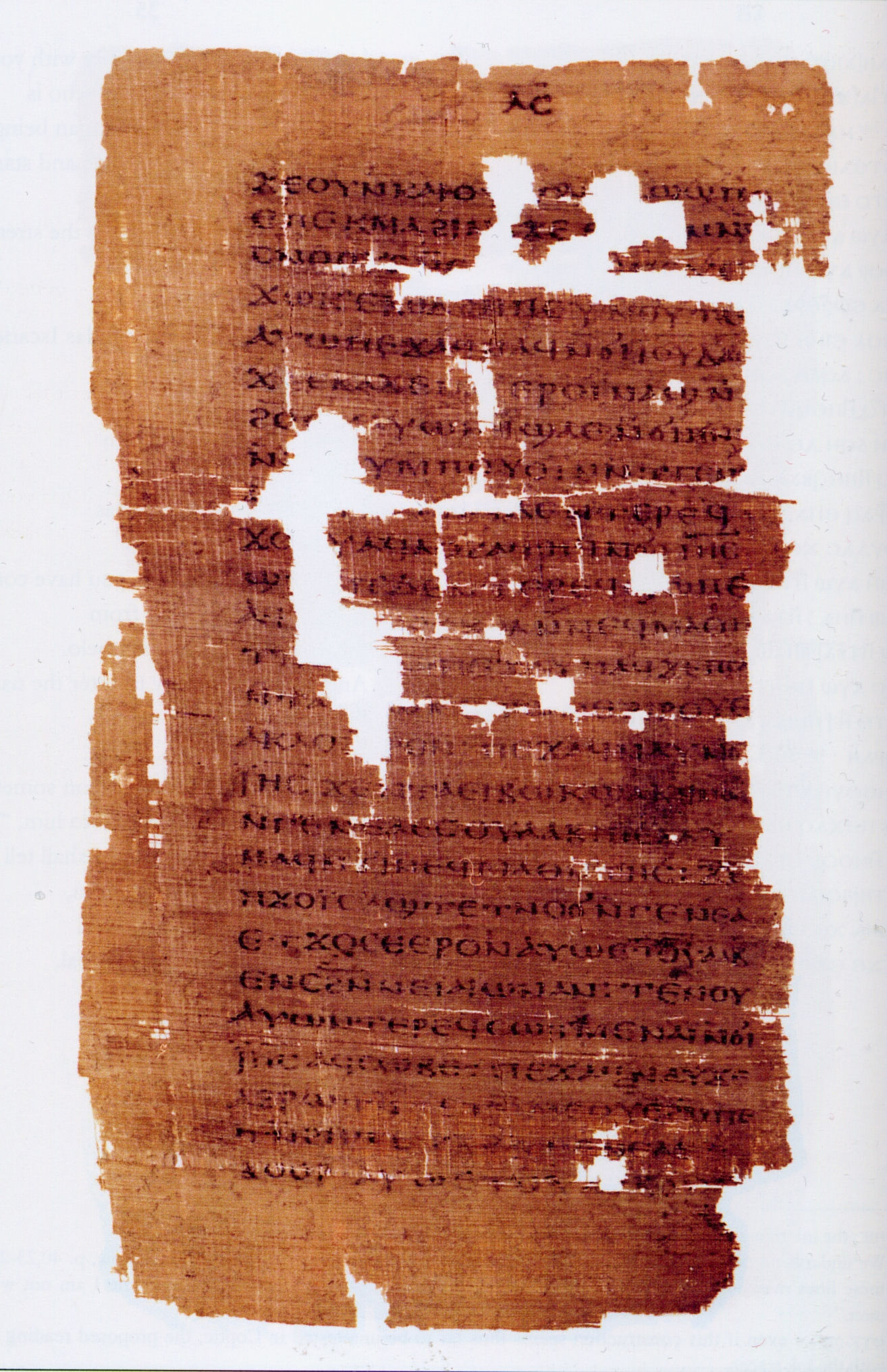
Stránka z Jidášova evangelia (Codex Tchacos), které náleželo sektě Kainitů

Gnosticismus (z řeckého gnósis, γνώσις poznání) je nábožensko-filozofický směr pozdní antiky, jenž vznikl v 1. století. Rozkvět gnosticismu spadá do poloviny 2. století. Gnosticismus je nejen učením o víře v existenci Boha, ale i o způsobu, kterým se dosahuje bezprostředního poznání („gnosis“) Boha, neboli osobního obcování věřícího s Bohem. Velmi charakteristické je samo pojmenování tohoto směru, vycházející z řeckého slova gnósis, tj. poznání. Gnostiky byli nazýváni ti, kteří se nechtěli spokojit s prostou vírou a snažili se svou víru poznat, pochopit a prohloubit. Ze začátku gnostikové usilovali o to, aby poskytli tehdy se formující křesťanské věrouce filozoficko-teologický základ. Charakteristické je pro ně odmítání hmotného světa, přesvědčení o spásné roli poznání a víra v božskou jiskru v člověku. Tento článek nepojednává o novognosticismu či jiných proudech západního esoterismu.
Gnostikové jen zcela výjimečně vytvářeli vlastní církevní organizace (např. valentinovci).

## Interpretace pojmů gnóze a gnosticismus
Otázkou vzniku gnosticismu se badatelé zabývají od počátků jeho vědeckého studia v 19. století. Jde o kontroverzní téma, protože případná odpověď úzce souvisí s názory badatelů na povahu gnosticismu a jeho postavení mezi náboženstvími antiky. Řešení těchto otázek překáží zlomkovitost dochovaných pramenů, které zároveň většinou nelze přesně datovat. Do mnoha diskuzí ohledně vzniku gnosticismu se také prolíná otázka jeho vztahu ke křesťanství. Církev zavrhla gnosticismus jako kacířství. Takto může být pojímán jako křesťanská hereze, jedna z forem raného křesťanství, předkřesťanský a protokřesťanský fenomén nebo jako nezávislá tradice zcela odlišná od křesťanství. Po nálezu knihovny z Nag Hammádí začaly převažovat spíše hypotézy zdůrazňující vliv judaismu na formování gnosticismu, tzn. vznik gnosticismu jako jednoho z proudů poexilního judaismu, případně teorie o jeho původu v protižidovské polemice v době vyčleňování křesťanství jako samostatného náboženství.
Pojem gnóze byl původně používaný v prostředí řeckých filozofických škol, kde sloužil k označení rozumového poznání skutečné podstaty věcí (které se liší od zdánlivého poznání vzniklého vnějším pozorováním). V helénistickém období se význam rozšířil také o poznání zprostředkované božskou milostí. Šlo jednak o poznání povahy božstva a skutečné podstaty světa, ale též o poznání, které umožňovalo nalezení cesty k vysvobození či spáse duše. Toto poznání obvykle nebylo přístupné všem, ale bylo vyhrazené pouze užšímu kruhu zasvěcenců.
Termín gnosticismus slouží k označení konkrétního typu gnóze existujícího přibližně v 1.–4. století našeho letopočtu, který byl terčem polemiky ze strany raně křesťanských autorů či představitelů některých filozofických škol. Termín nepochází z antiky; poprvé jej použil roku 1669 anglický filozof Henry More jako nástroj v polemice s katolictvím.

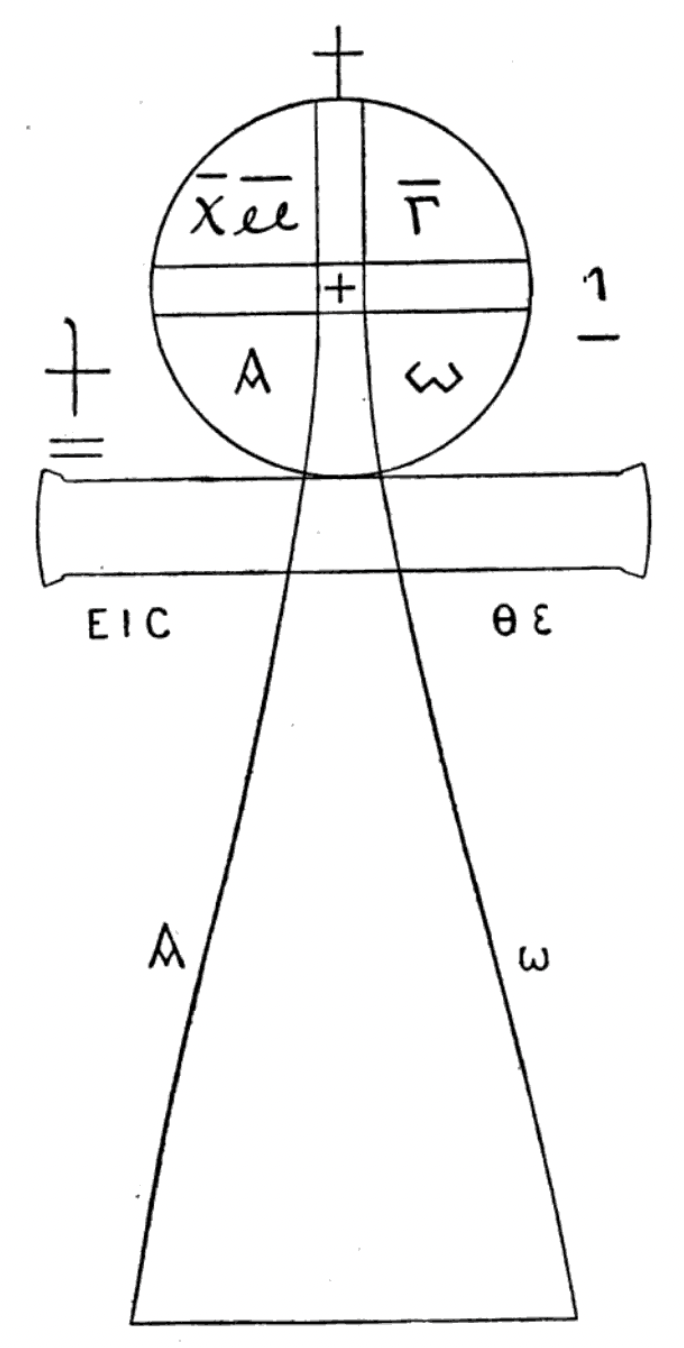
Gnostický kříž, Codex Brucianus

Vymezení pojmů gnóze a gnosticismus komplikuje rozdílné chápání jejich významové náplně i vzájemného vztahu v různých národních badatelských tradicích. Roku 1966 se těmto otázkám věnoval religionistický kongres v Messině, jehož výsledkem byl návrh používat pojem gnosticismus pro hnutí, které vzniklo v některých skupinách působících ve 2. století n. l., a pojem gnóze chápat jako znalost božského zjevení vyhrazeného užší elitě.
Používání pojmu gnóze a gnosticismus jako vědeckých kategorií bylo v poslední době podrobeno kritice pramenící z obecnější tendence zaměřovat se na původ užívaných pojmů, kontext jejich vzniku a způsob jejich využívání. Jedním z navrhovaných řešení je využívání nižších kategorií a pojmů.
Starověký gnosticismus vyvolal u křesťanských autorů značnou odezvu, která u některých hereziologů vedla k přesvědčení o genealogické návaznosti dualistických herezí od zoroastrismu přes gnostiky a manichejce až ke středověkým dualistickým herezím včetně katarství, se kterým se lze setkat i v některé starší odborné literatuře, ale dnes je většinově považováno za překonané.
Během 18. a 19. století začal získávat popularitu tzv. západní ezoterismus. Je založený na historiografickém konceptu a navazuje na renesanční humanistický narativ o starověké moudrosti. Pro tento narativ je důležitý i koncept „vyššího vědění“ či určité gnóze, ke které měli přístup různí pohanští starověcí učenci či Mojžíš (případně jiné starozákonní postavy) a jejíž vrcholnou formu přineslo křesťanství. Protože v renesanci vesměs nebyl prosazovaný kritický přístup, vznikl takto ahistorický koncept „dějin pravdy“, který se poté stal jedním z důležitých prvků západního ezoterismu. Jedním z těchto proudů je i novognosticismus.

## Kontext vzniku
Gnostické myšlení bylo příkladem pozdně helénistické strategie radikální osobní existence. Jeho pohled na vnitřní či duchovní vykoupení byl převážně intelektuální. Zřídkakdy se profiloval jako autonomní hnutí, spíše šlo o proud v rámci existujících náboženských a filozofických tradic, jako byly židovské apokalyptické a mudroslovné spekulace, orfismus, středoplatonismus a zejména křesťanství. Samotní gnostikové považovali svoje pojetí tradic za nadřazené vůči jejich negnostickým chápáním. Gnosticismus začali jako samostatný proud považovat křesťanští otcové, když ho interpretovali jako křesťanskou herezi.
Formování gnosticismu (podobně jako judaismus a další náboženství Středomoří) ovlivnil řecký a helénistický myšlenkový svět včetně ptolemaiovského modelu kosmu. Jednou z charakteristik helénismu je rozpad tradičních náboženských a sociálních struktur včetně tradičních místních náboženství soustředěných okolo polis, který vedl k univerzalismu a individualismu, což jsou výrazné prvky v gnostických systémech.

### Judaismus

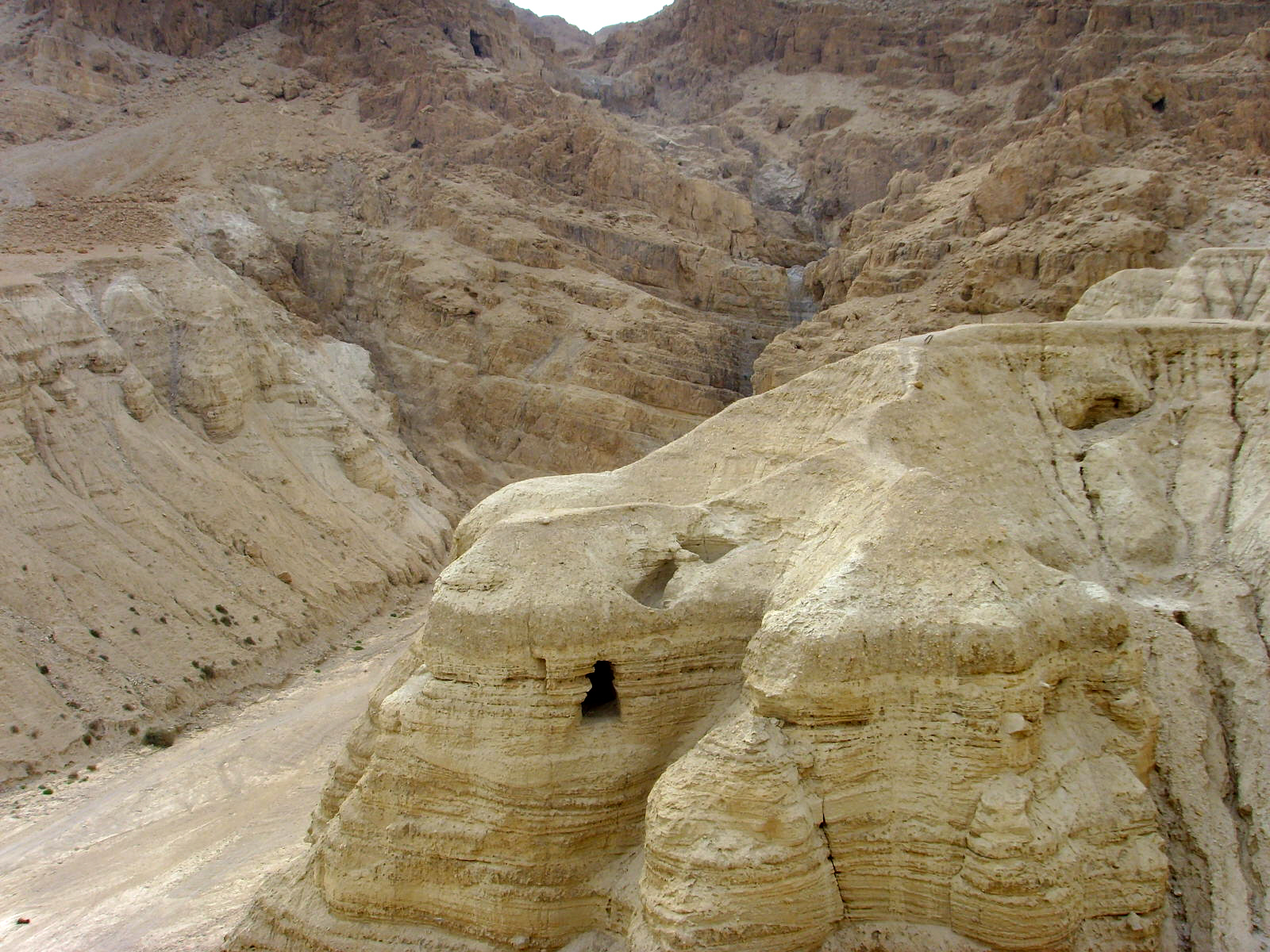
Kumrán (Západní břeh Jordánu) – místo nálezu Svitků od Mrtvého moře

Většina gnostických systémů vznikla v okrajových proudech judaismu. Mnohé spisy lze považovat za výklady nebo přepracování textů ze Starého zákona, které obsahují polemiky s jejich převažující interpretací. Gnostické spisy se často odvolávají na starozákonní postavy (Adam, Šét, Kain, Šém, Noe) jako na své předchůdce či autority. V gnosticismu je také patrný vliv židovské apokalyptiky, která je charakterizovaná vírou, že brzy přijde konec světa, a že Bůh pravým věřícím svěřil tajnou ezoterickou moudrost, která vede k vědění zaručujícímu spásu. Toto vědění je ale přístupné pouze zasvěceným, takže se v tomto proudu judaismu ostře rozlišuje mezi „zbožnými“ a „bezbožnými“. Polemiku okrajových skupin diasporního judaismu s jeho hlavním proudem lze pozorovat v gnostických textech jako např. Podstata archontů, které se zabývají alternativním výkladem knihy Genesis. Gnosticismus se vůči judaismu ostře vymezuje. Židovského Boha Jahveho označuje jako démiurga, který sice stvořil hmotný svět, ale ve skutečnosti nad ním ještě existuje vyšší neznámý Bůh, kterého Židé nevidí.
Podobně i skupina na okraji židovství známá díky nálezu Kumránských svitků v roce 1947 nabízí spojnici pro objasnění původu představ vztahujících se k soteriologickému (spásnému) vědění a kosmologickému dualismu. Vedle přísného dodržování židovského Zákona se zde totiž objevují i prvky typické pro gnosticismus.
Také v tradici raně židovské mudroslovné literatury, kterou datujeme do 4.–1. století př. n. l., a na níž gnosticismus navazuje, je Moudrost (v gnostických textech Sofia) postavou úzce spojenou s Bohem, kterého někdy dokonce zastupuje. Moudrost ochraňuje celý Izrael či zbožné jednotlivce a vede je ke spáse.

### Vliv Íránu

Mandejci jsou stoupenci posledního živoucího gnostického náboženství na světě, na obrázku během modliteb při obřadu křtu.

Zejména myšlenka eschatologického soudu, představa vzkříšení mrtvých, spekulace o věcích (eonech) a dualismus se do židovské apokalyptiky, a poté i do gnosticismu, dostaly vlivem íránsko-zoroastrovských náboženských představ. Některé gnostické prvky (např. motiv z „Písně o perle“) a hnutí (manicheismus a mandejství) jsou nezávislé na judaismu a lze je označit za „íránskou gnózi“.

### Helénismus
Gnostické prameny byly většinou napsány řecky a využívaly terminologii z řecké filozofie. Ohledně stavby světa a nauky o bohu velké gnostické systémy navazovaly na řeckou platónskou filozofii, např. v případě dualismu ducha a hmoty nebo přechodu od božské jednoty k rozmanitosti kosmu. Gnostikové často používali převzatou řeckou terminologii (termíny jako aión, ennoia, sofia, bythos).
Gnosticismus byl také ovlivněn helénistickými mystérii a orfismem. Dokladem existence nekřesťanské helénistické gnóze je antický hermetismus.

### Přehodnocení kosmu
Od 1. století př. n. l. se v helénistickém světě objevuje postava mužského vykupitele (např. v mithraismu či křesťanství). V období antiky byl kosmos ztotožňovaný s ženským principem vrtkavé štěstěny (Fortuna), ale postupně začal být spojovaný už jen s negativními vlastnostmi ženského principu, včetně démonických sil, působících zotročení lidí. Nežádoucím důsledkem vlády krutého a nevypočitatelného Osudu bylo také vyloučení protikladného mužského boha. Představa o vlivu těchto negativních kosmických sil se vztahovala nejenom na hvězdné a planetární sféry, ale také na tělesnou podstatu individuální existence podle principu paralel mikrokosmu a makrokosmu. To vedlo k mytologizaci nedostatků veškeré existence jako kosmogonického a antropogonického pádu z říše božského ducha do hmoty. Tento pokleslý kosmos už tedy nebylo možné proměnit vlivem spásného působení, jak to bylo typické pro mystéria.
Mytické přehodnocení tohoto světa jako zcela negativního bylo základem pro odmítnutí jakýchkoli nároků vnějšího světa na lidskou existenci (včetně sociálních, politických či kosmologických tlaků), což vedlo k radikální změně orientace na poznání sebe sama. Pravé já mohlo být z hmoty vysvobozeno pouze znovusjednocením s vlastní transcendentní podstatou, a k tomu bylo třeba překonat zotročující síly kosmu. K ženské podstatě padlé hmoty poskytoval alternativu pouze transcendentní mužský princip. Až zásahem mužského vykupitele byla duše schopná překonat svou padlou ženskou stránku a znovu se sjednotit s nadkosmickým božským Otcem.

### Původ gnosticismu v buddhismu
Edward Conze prohlašoval, že si všiml podobností mezi mahajánovým buddhismem a gnosticismem ve své knize Buddhismus a gnóze. Výslovně porovnával mahajánový buddhismus s „gnózou“, tj. s vědomím nebo vhledem, a nikoli s „gnostiky“, protože o gnosticismu jako sociální skupině bylo známo příliš málo. Na základě osmi Conzeho podobností uvádí Hoeller následující podobnosti:
- Osvobození nebo spasení lze dosáhnout osvobozujícím vhledem, jmenovitě gnózou nebo džánou.
- Neznalost nebo nedostatek vhledu, nazývaný agnóza nebo avidždžá, je hlavní příčinou uvěznění v tomto světě.
- Osvobozujícího vhledu lze dosáhnout vnitřním odhalením, nikoli externím poznáním.
- Oba systémy dávají hierarchické uspořádání duchovního poznání, od slepého materialismu po úplné duchovní poznání.
- Moudrost, jako ženský princip zosobněný v Sophii a paňňá, moudrosti, hraje důležitou roli v obou náboženstvích.
- Mýtus je upřednostňován před historickým faktem; Kristus a Buddha nejsou pouhé historické postavy, ale archetypální prvotní bytosti.
- Oba systémy mají protinomické tendence, to znamená ignorování pravidel a společenských konvencí ve vyšších duchovních výdobytcích.
- Oba systémy jsou určeny pro duchovní elity, nikoli pro masy, a mají skryté významy a učení.
- Oba systémy jsou monistické (nedualistické) a jejich cílem je metafyzická jednota nad množstvím fenomenálního světa.

Podle Conzeho tyto společné rysy nebyly náhodou, ale byly spojeny s podstatou obou náboženství. Jak tyto podobnosti vznikly, bylo pro Conzeho nejasné, ale podle Verardiho mohou souviset s námořním obchodem mezi Římskou říší a Indií, který byl v té době intenzivní. Verardi dále upozorňuje na podobnosti mezi sociálně-ekonomickou základnou gnosticismu a buddhismu, jmenovitě obchodníků, kde musely obě soutěžit s „velkými organizovanými mocnostmi“, tj. s římskou církví a s indickými bráhmany. Obě společenství představovala „otevřenou ekonomiku a společnost postrádající obranu (a otřesy) nomosů (démon zákana), zákon a instituce zřízení. Spojitost mezi gnosticismem a buddhismem vidí i jiní učenci, k nímž patří např. rabín Efraim Sidon.

## Charakteristické rysy

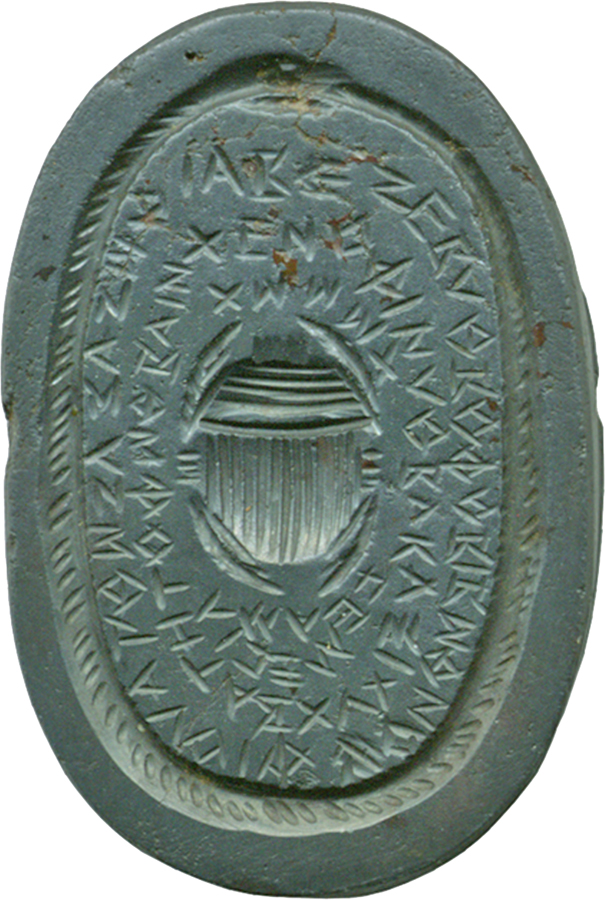
Gnostická gema (amulet) s uroborem a se skarabem (střed)

Gnosticismus sice nemá jednotnou teologii, ale lze u něj pozorovat určité typické prvky, i když jsou často vyjadřované různými způsoby. Gnostické skupiny využívaly velké množství textů z různých náboženských i filozofických tradic a z nich převzaté motivy začleňovaly do vlastního systému.

### Gnóze
Gnostické proudy kladly důraz na poznání, jehož hlavním cílem je dosažení spásy, i když může obsahovat i prvky filozofie. Toto poznání je skryté a ne každý je dokáže pochopit, někdy má i podobu tajného učení vyhrazeného jen pro úzkou skupinu jednotlivců. Protikladem poznání je nevědomost a víra (pistis), která podle gnostiků ke spáse nestačí, případně jí může i překážet. V jednotlivých gnostických textech jsou uvedeni na scénu různí vykupitelé, kteří spásné poznání zjevují.

### Dualismus
Důležitým rysem gnosticismu je ztotožňování viditelného, hmotného světa se zlem. Hmotný svět je takto pokládaný za říši temnoty, kterou stvořila nižší božská bytost. Protikladem je nadkosmický svět, kde sídlí Nejvyšší Bůh, který je nepoznatelný a nepochopitelný. Některé směry ho proto popisují pomocí negativních přívlastků (např. nepopsatelný, nespatřitelný, nevýslovný aj.). Představa Nejvyššího Boha je spojená i s myšlenkou konečné jednoty Boha a člověka, jehož božská podstata byla kdysi součástí nadkosmické boží říše.

### Kosmogonie a kosmologie

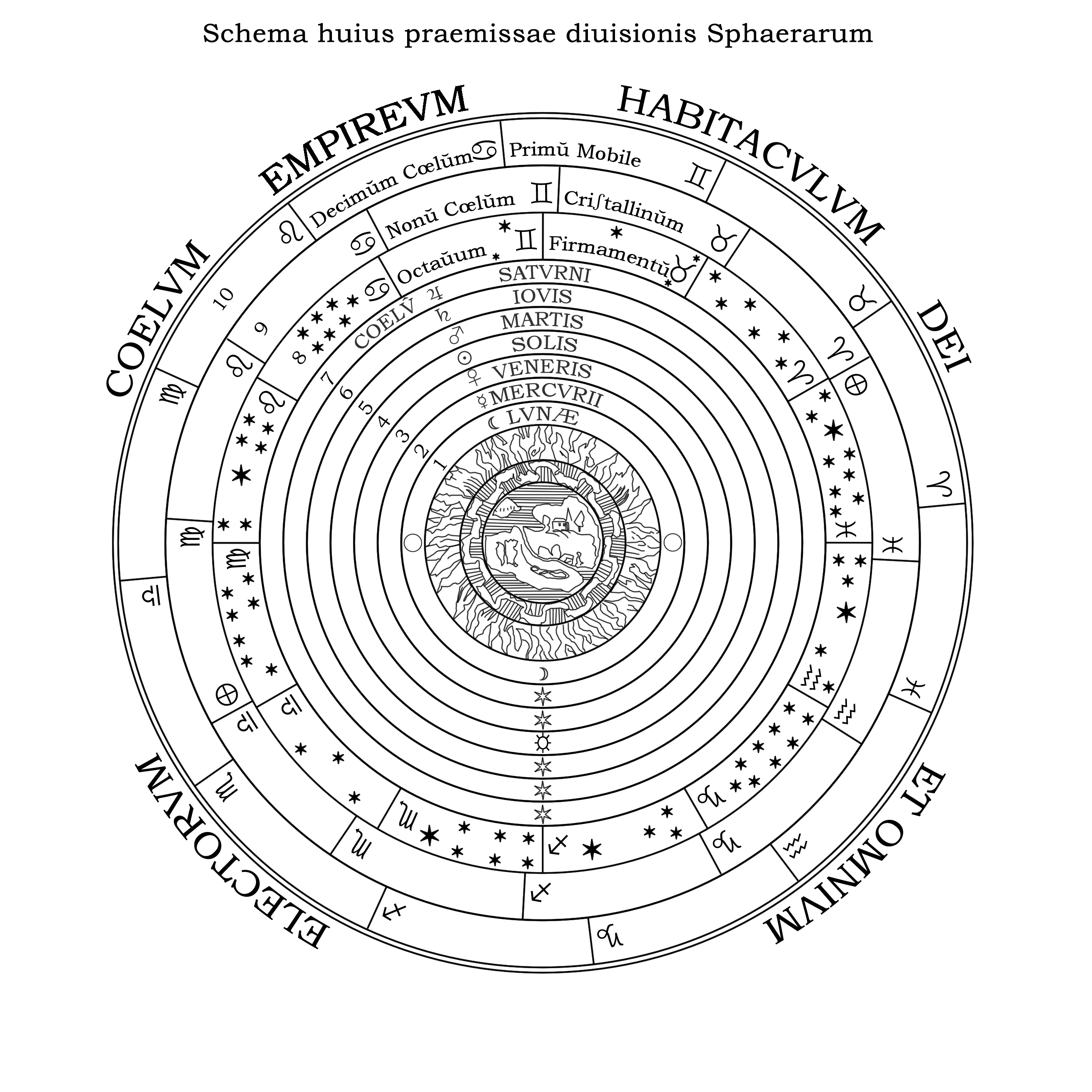
Ptolemaiovský model kosmu

Podle gnostických představ nejvyšší Bůh stvořil ke svému obrazu eony. Jedním z nich byla Sofia (moudrost), která se rozhodla stvořit vlastní obraz bez souhlasu Boha, což ale vedlo ke stvoření nepovedené a zdeformované bytosti. Sofia ji proto vypudila mimo Pléróma (řec. plnost, naplnění), ale protože i tato bytost zdědila část božské moci, stvořila sama podle svého nedokonalého obrazu vlastní eony a archonty, planety i dvanáct znamení zvěrokruhu. Tato bytost je démiurgem, který stvořil zemi i kosmos. Při stvoření člověka však o svou božskou částici přišel, protože ji vlivem zásahu Sofie vdechnul člověku, aby jej oživil.
Hmotný svět tedy vznikl vlivem zásahu sil, které neměly přímý kontakt se stvořitelským Bohem, ani jeho souhlas. Vesmír i lidské tělo tak jsou pod vládou démiurga a jeho stvoření. Vládě nevypočitatelného Osudu (heimarmené) může uniknout pouze duchovní část lidské duše, protože má původ u Boha. Tento motiv sice není podrobně rozpracovaný u všech skupin, ale všechny jej nejspíše předpokládaly.

### Antropologie a antropogonie
Člověk má prostřednictvím božské jiskry (splinthér) určité spojení s vyšším světem. Tato jiskra je vlivem stvoření uvězněná ve hmotě, ale člověk o její existenci neví, a proto mu tato pravda musí být zjevena zásahem Vykupitele pomocí jeho spásného poznání. V rámci valentinovské gnóze vznikla typologie lidí podle míry uvědomění si vlastní božské podstaty. V gnosticismu existuje představa božstva Člověka představovaného kosmickým Adamem. Tím může být přímo Nejvyšší Bůh, který byl vzorem ke stvoření člověka. Podle jiné verze byl kosmický Adam přímo stvořený Bohem a nižší bytosti se na stvoření člověka podílely podle něj. Božstvo Člověk tedy podle gnostiků existovalo před démiurgem a není jeho dílem.

### Soteriologie a eschatologie

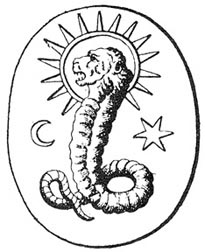
Hybrid považovaný za gnostické nižší božstvo – démiurga

Spása v gnostickém pojetí znamená překonání stavu nevědomosti, který někdy bývá přirovnáván ke spánku či opilosti, a dosažení konečného vysvobození božské jiskry člověka z hmoty. K tomu bylo zapotřebí poznání a často i správného způsobu života, který má bránit opětovnému připoutání gnostika ke hmotě. Podle některých pojetí má být stav uvědomění si božské jiskry ještě rozvíjený pod vedením gnostického učitele. K samotnému návratu božské jiskry do Plérómatu dochází až smrtí gnostika, ale prakticky spásy dosahuje už za svého života, pokud dosáhl uvědomění si své božské podstaty a udržel tento stav až do smrti. Jinak jeho duše zůstává v zajetí hmoty.
Při návratu do Plérómatu musela duše gnostika projít planetárními sférami. K tomu bylo potřeba znát hesla a pečetě pro průchod říšemi služebníků démiurga. Jejich popisy a zobrazení se zachovaly v textu Dvě knihy Jeú. Samotný příchod duše do Plérómatu je popisovaný buďto jako „spočinutí“ případně jako určité manželství mezi duší a Bohem Otcem.
Dalším výrazným prvkem objevujícím se v gnosticismu je představa o „vykoupeném Vykupiteli“. Gnostikové věřili, že svoji spásu zažívají už během svého života, a svět okolo sebe relativizovali. Považovali se za „pokolení bez krále“. Byli sami sobě králi vlivem vědomí o své božské podstatě. Podle gnostiků ale ještě nebyly vysbírány a navráceny všechny božské jiskry. Proto se o gnosticích říká, že jsou totožní s vykupitelem, který „má být vykoupen“.
| Osoba                   | Mytologická | Nebeský Adam (Adamas – „Železný člověk“) Nebeská Eva Adamovi synové: Ábel, Set, Henoch velekněz Melchísedek anděl Báruch archanděl Eleléth |
| Osoba                   | Historická  | Kristus (v křesťanském gnosticismu) Šimon Mág Zoroastér (Zarathušra)                                                                       |
| Personifikovaný koncept |             | Moudrost (Sofia) Duch (Nús) Vhled (Epinoia) Síla Myšlenky, Prozřetelnost (Ennoia) „Osvětlovač“ (Fóstér)                                    |

## Gnostické směry

### Raná gnostická hnutí a skupiny

#### Simónovci

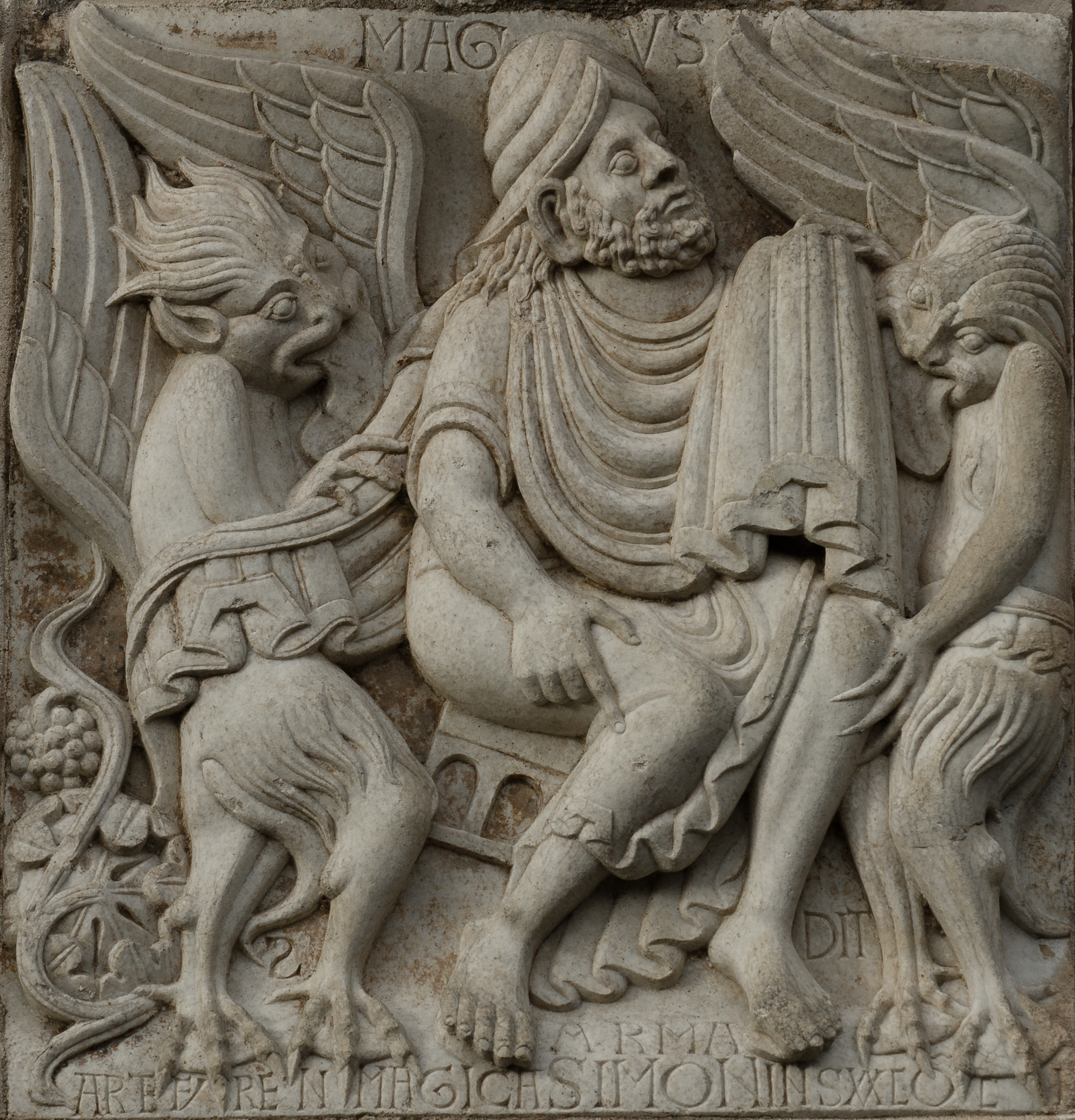
Šimon Mág (Toulouse, kolem 1100)

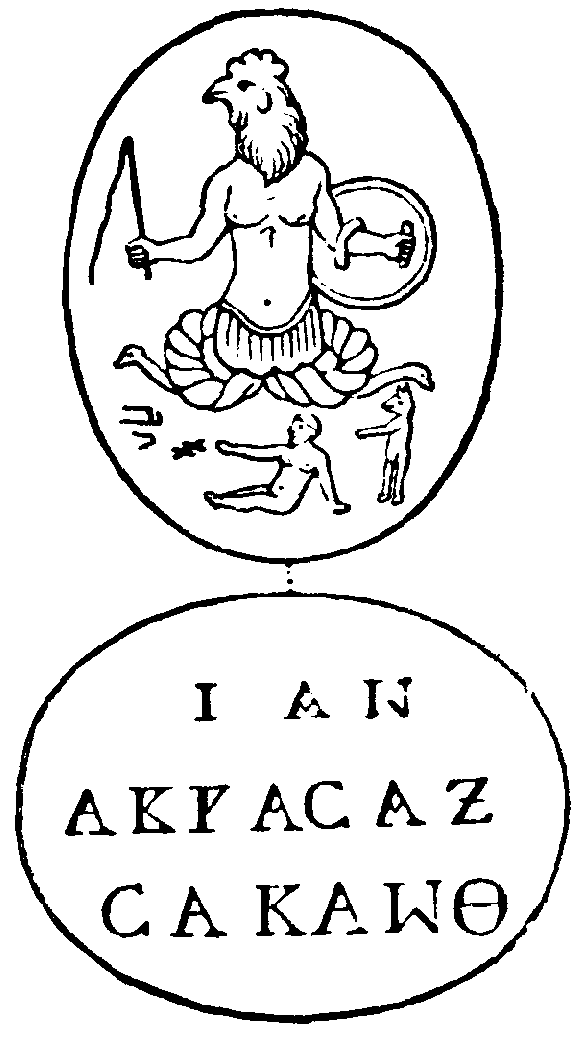
Abraxas ze starověkých gemů

Šimon Mág je mytickým zakladatelem gnóze a měl být současníkem Ježíše Krista. Objevuje se už v Novém zákoně, v Skutcích apoštolů, kde chtěl od apoštola Petra koupit moc konat zázraky. Pocházel ze Samaří. Podle Justina Mučedníka existovala skupina Šimona Mága, která ho uctívala jako Boha. Podle legendy v apokryfních Skutcích Petrových spolu Petr a Šimon Mág bojovali a oba působili divy. Hippolytos Římský píše, že Šimon Mág se nechal zahrabat do země s tím, že vstane z mrtvých, ale nepodařilo se mu to. Jeho družkou měla být bývalá nevěstka Helena, která se prohlásila za Ennoiu a spolu s Šimonem kázali po Palestině.
Šimonovým žákem měl být Menandros, který se prohlásil za spasitele. Jeho křest měl zaručit nesmrtelnost duše. Dalším Šimonovým žákem byl údajně Satornilos, který působil ve druhém století v Antiochii. Podle něj byl svět stvořen sedmi anděly, z nichž jeden byl židovským Bohem. Lidi dělil na dvě skupiny – dobří lidé s božskou jiskrou a zlí lidé, kteří božskou jiskru nemají a budou zatraceni. Je docela možné, že tito učitelé neměli k Šimonu Mágovi žádnou vazbu a byli s ním propojeni pouze s polemickým záměrem.

#### Basileidovci
Významným gnostickým učitelem byl Basileidés, který působil v první polovině druhého století v Alexandrii. Byl to plodný autor, ale velká část jeho díla se nezachovala. Démiurga nazval Abraxasem, což je jedno ze jmen židovského Boha. Vyznával doketickou christologii.

### Velké gnostické systémy 2. a 3. století

#### Setovci
Setovci měli být gnostická skupina, která svůj původ odvozovala od Šéta (Séta), syna Adamova, kterého pokládali za zvěstovatele moudrosti a spasitele. Jde ale spíše o badatelský konstrukt na základě několika textů z Nag Hammádí, které spojuje především myšlenka Seta jako spasitele a otce gnostiků. Neexistují spolehlivé doklady o existenci setovců jako specifické skupiny.
Nejvýznamnějším textem připisovaným setovcům je Tajná kniha Janova, zachovaná ve čtyřech verzích, které se dále dělí na dlouhou a krátkou verzi. Obsahuje shrnutí základního gnostického mýtu a pravděpodobně jde o kompilaci z více textů s mnoha redakčními úpravami. Dodatečně byla křesťansky upravena.

#### Valentinovci

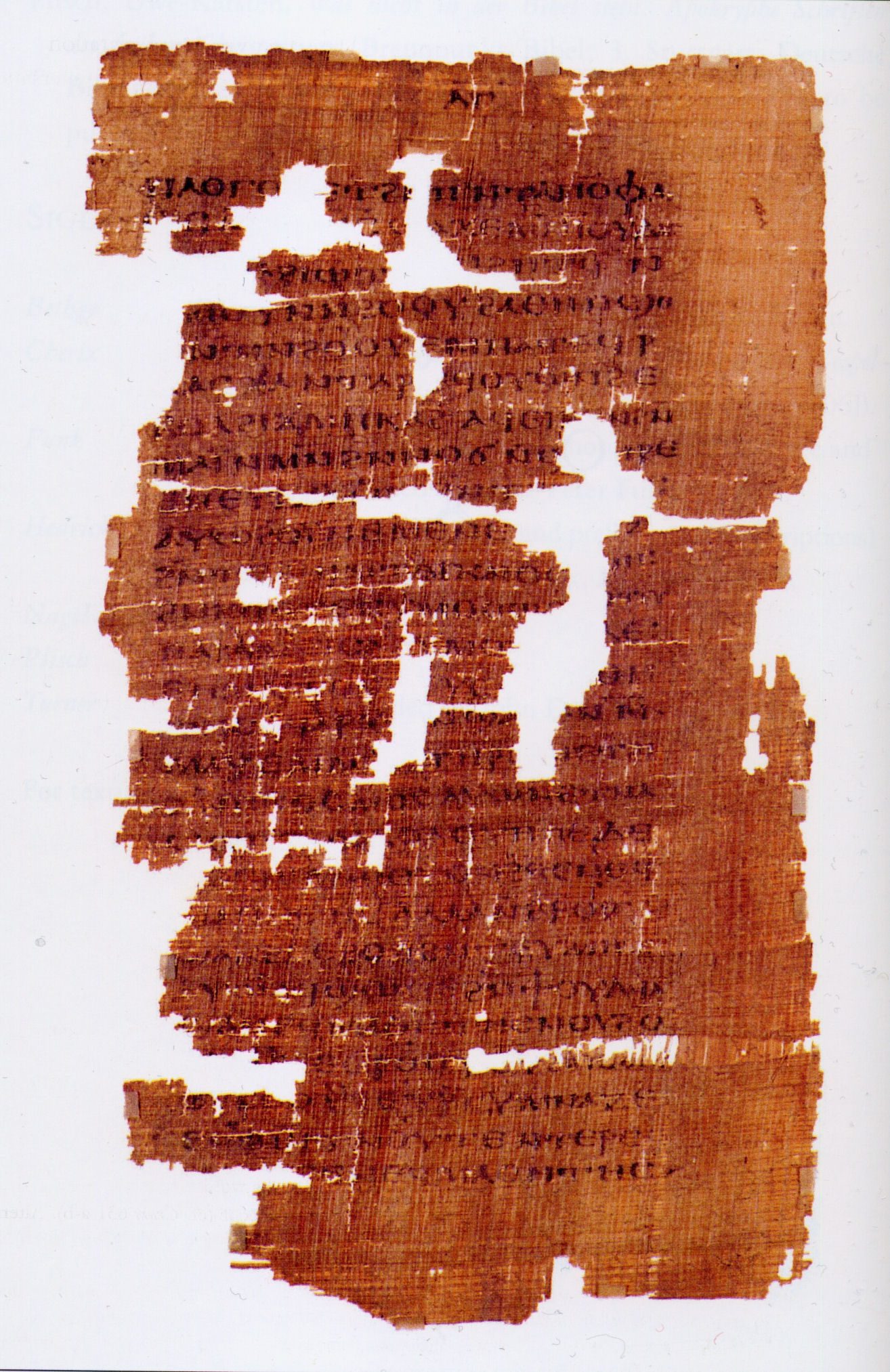
Jedna ze stran Jidášova evangelia (Codex Tchacos)

Valentinovci jsou považovaní za původce nejpropracovanějšího a nejúspěšnějšího gnostického systému. Existovali především v 2.–3. století a byli silným konkurentem pro rodící se katolickou (obecnou) církev. Za zakladatele valentinovců je označován Valentínos, gnosticko-křesťanský učitel, filosof a básník, který působil přibližně v letech 140–160 n. l. v Římě. Byl považován za plodného autora, ale z jeho díla se zachovaly jen zlomky.
Valentinovci byli rozšíření po celém Středomoří, což po smrti Valentína vedlo k rozdělení na západní a východní valentinovce.[zdroj?]
Rekonstrukce učení valentinovců je problematická, protože se zachovalo velké množství textů od Valentínových žáků, ale žádný gnostický spis přímo od jejich zakladatele. Předpokládá se, že Valentinovo učení mělo dvě roviny – exoterickou (veřejnou), která byla v souladu s křesťanským učením, a ezoterickou, která byla tajná a obsahovala gnostické myšlenky. Valentinovci měli ze všech gnostických skupin nejpropracovanější kosmologii, od hereziologů se dochovalo dokonce pět jejích verzí.

### Menší gnostické skupiny

#### Kainité
Kainité byli menší skupina působící v Egyptě a své učení vycházelo od ofitů. Jsou známí tím, že vlastnili Jidášovo evangelium, z něhož odvozovali své učení.

## Antické prameny a dobová odezva křesťanských autorů

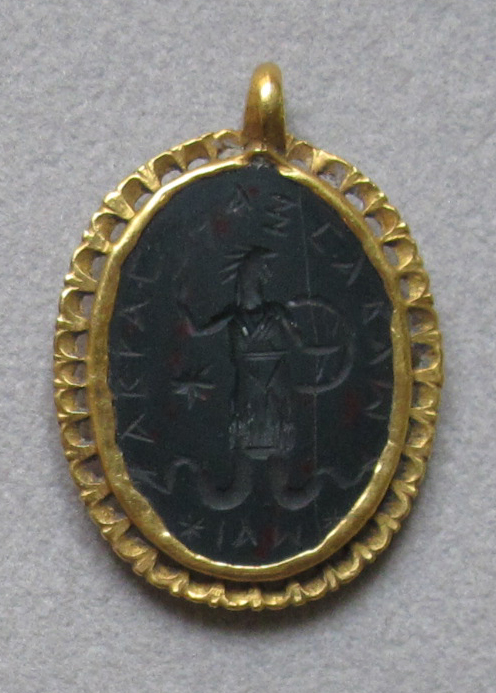
Starověký římský amulet s gemou Abraxa

Přibližně od 18. století až do 50. let 20. století patřily mezi hlavní prameny bádání polemické spisy proti heretikům napsané církevními otci ve druhém a třetím století př. n. l. Vlivem nálezu z Nag Hammádí se výrazně rozšířila pramenná základna, která tyto překážky umožňuje postupně překonávat.

### Hereziologická literatura
První skupinou jsou texty křesťanských hereziologů, které informují o jednotlivých gnostických společenstvích z pohledu křesťanské polemiky. Jejich pohled na gnózi formuje potřeba vymezovat se vůči ní a také z toho vyplývající tendenčnost. Přesto jsou cenným zdrojem informací. Tito autoři takto zachovali alespoň ve zlomcích některé jinak ztracené gnostické texty. Do objevů prvních přímých pramenů a především nálezů rukopisů z Nag Hammadí byly jediným zdrojem informací o gnosticismu. V dílech křesťanských hereziologů se tedy sice zachovaly citace z gnostických spisů, ale velmi stručné a často vytržené z kontextu.
Justin Mučedník ve svém spisu Syntagma (Shrnutí) odvozuje jednotný původ hereze v působení Satana, který převrátil pravé křesťanské učení. I když se toto dílo nedochovalo, bylo patrně základem pro mnohé hereziology. Eirénaios z Lyonu napsal pětisvazkové dílo Adversus haereses (Proti herezím) dochované v latinském překladu. Počátek hereze připisoval působení Šimona Mága známého ze Skutků apoštolských. Hippolyt Římský ve svém spise Refutatio omnium haeresium (Vyvrácení všech herezí) uvádí přímé citace z některých spisů, které jsou jinak ztracené (např. Naasejský traktát, Velký výklad). Tertullián v De praescriptione haereticorum uvádí množství informací o některých gnostických systémech. Gnóze má podle něj původ v pohanské filozofii. Klémens Alexandrijský působil v Alexandrii, kde byl gnosticismus rozšířený. Ve spisech Paedagogus a Stromateis se proto zabývá tím, jak má křesťan rozlišit mezi správnou a špatnou gnózí. Epifanios ze Salamíny je autorem díla Panarion omnium haeresium (Lékárnička proti všem herezím), kde shrnuje poznatky předchozích hereziologů. Píše ve 4. století, kdy už gnostikové přestávali být vnímáni jako hrozba, v jeho díle jsou však k nalezení úryvky z jinde nedochovaných gnostických spisů.

#### Gnosticismus a křesťanství
Vztah gnosticismu a křesťanství je specifický. Oba směry se začaly navzájem ovlivňovat na přelomu 1. a 2. století, což vyústilo např. ve vznik gnosticko-křesťanských skupin jako valentínovci, kteří fungovali uvnitř církve pravděpodobně až do 4. století a sami se označovali jako její elita. Gnostikové do svých textů snadno pojali postavu Ježíše Krista a ztotožnili ho se svojí představou o spasiteli.
V křesťanství lze vysledovat gnostické vlivy v některých představách o spasiteli v Pavlově listu Filipským a zejména v Janově evangeliu. Dále se gnosticismus nepřímo podílel na rozvoji křesťanské ortodoxie a filozofie, protože ty se formovaly právě v polemikách s gnózí. Někteří raně křesťanští autoři, především Órigenés, byli gnostickými myšlenkami přímo ovlivnění.

### Gnostické prameny

#### Prameny před nálezem z Nag Hammádí

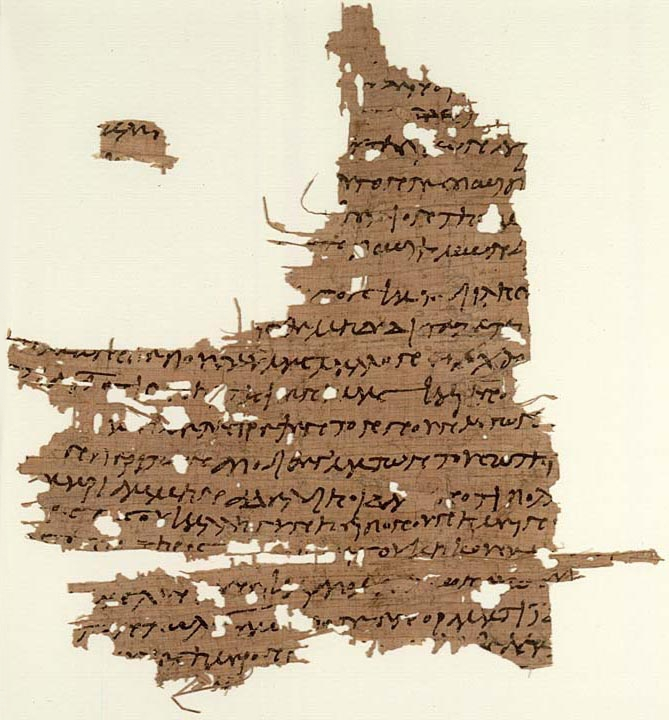
Zlomky papyru evangelia Marie Magdaleny (naleziště Oxyrhynchos)

Během 19. a 20. století se u několika dochovaných antických pramenů podařilo prokázat, že jsou gnostické nebo alespoň gnosticismem ovlivněné. Mezi tyto prameny patří Corpus Hermeticum vzniklý ve 3. století n. l. Za nejvíce „gnostické“ jsou v tomto korpusu považované traktáty Poimandrés a Asclépios.
Koncem 18. století byly jako gnostické určeny tři texty v Bruceho kodexu (Codex Brucianus), který obsahuje traktát Pistis Sofia, a Askewově kodexu (Codexu Askewianus), ve kterém se zachovaly texty Dvě knihy Jeú a Bezejmenný traktát. Tyto tři spisy byly zároveň první známé autentické gnostické texty, jejich jazykem byla koptština.
Další autentické gnostické spisy psané v koptštině obsahuje Papyrus Berolinensis 8502 (Berlínský kodex). Kodex byl známý od konce 19. století, ale kvůli dvěma světovým válkám byl vydán až roku 1955. Jeho součástí jsou Mariino evangelium, Tajná kniha Janova a Moudrost Ježíše Krista.
Některá díla se zachovala v oblasti Sýrie. Jde o Ódy Šalamounovy, Píseň o Perle, která je součástí Skutků Tomášových a také Skutky Janovy s dokétickou interpretací ukřižování Ježíše Krista.

#### Rukopisy z Nag Hammádí

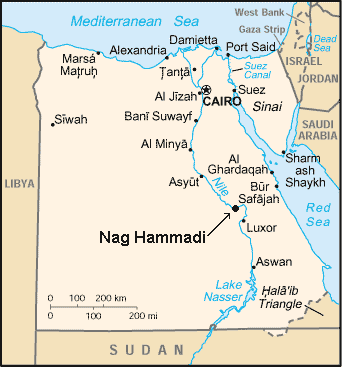
Nag Hammádí

Nález textů z Nag Hammádí roku 1945 znamenal zlom ve studiu gnosticismu. Roku 1946 byl do egyptského národního muzea přinesen dnešní Kodex III. Postupně se za poměrně dramatických okolností podařilo shromáždit všechny dochované kodexy z nálezu. Vydávání a překlad textů byly dokončeny až roku 1977.
Dohromady jde o 13 svazků – kodexů, obsahujících 52 textů různého obsahu v rozsahu 1153 stran z přibližně 1257 původních stran. Zachovalo se tedy zhruba 90 % textu. Z celkového počtu bylo 42 textů, o jejichž existenci se do té doby vůbec nevědělo. Zbylé texty se zachovaly také v jiných kodexech, případně byly známy ze zmínek křesťanských polemiků. Texty byly napsané koptsky.
Mezi nejvýznamnější objevené texty patří např. Tomášovo evangelium, Filipovo evangelium a Tajná kniha Janova.

#### Významné prameny po nálezu z Nag Hammádí

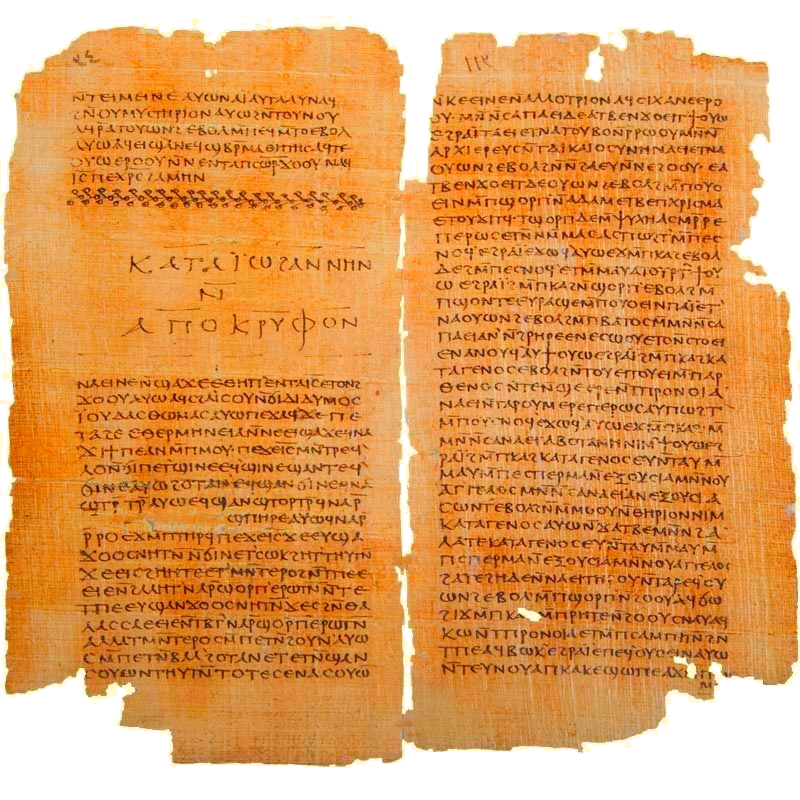
Codex II z Nag Hammádí (Tomášovo evangelium)

Během 70. let 20. století byl v Egyptě objeven Codex Tchacos, u kterého ale byly vlivem špatného zacházení ze strany překupníků nevratně poškozeny jeho některé části. Až roku 2001 ho koupila Frieda Nussberger-Tchacos a v letech 2006–2007 byly vydány všechny čtyři traktáty. Nejvýznamnější je Jidášovo evangelium, o kterém se zmiňuje Eirénaios z Lyonu v Adversus heareses, ale jeho text se dochoval jen zde. První zjevení Jakubovo a Petrův list Filipovi byly známé už z rukopisů z Nag Hammádí. Poslední traktát Allogenés se sice jmenuje stejně jako jiný z Nag Hammádí, ale jeho obsah je odlišný.

## Význam objevu rukopisů z Nag Hammádí
Nález rukopisů způsobil velký zlom v bádání o gnosticismu. Mezi hlavní přínosy patří mnohonásobné rozšíření pramenů, které nejsou zkreslené podáním hereziologů, což vedlo k vytvoření mnohem plastičtějšího obrazu gnosticismu jako mnohovrstevného jevu. Zároveň takto mohly být přesně objasněny jeho významné inspirační zdroje, což vedlo k postupnému převládnutí teorií o nekřesťanském původu gnosticismu. Interpretace textů rovněž oživila zájem o otázky, z jaké sociální vrstvy gnostikové pocházeli, a některé texty naznačují charakter gnostické zbožnosti či rituálů.